# (20656) 1999 TX258
1999 تي أكس 258 (ويعرف أيضًا باسم (20656) 1999 تي أكس 258 وفق تسمية الكوكب الصغير) (بالإنجليزية: 1999 TX258)‏ هو كويكب ضمن حزام الكويكبات؛ وترتيبه 20656 من حيث الاكتشاف.
اكتُشف هذا الجُرم الفلكي بواسطة بحث لنكولن عن الكويكبات القريبة من الأرض في 9 أكتوبر 1999.

## وصلات خارجية
- (20656) 1999 TX258 في قاعدة بيانات مختبر الدفع النفاث لأجرام النظام الشمسي الصغيرة

- الاكتشاف · مخطط المدار ·  العناصر المدارية · المعلمات المادية

- (20656) 1999 TX258 على موقع ويكي سكاي: DSS2, SDSS, GALEX, IRAS, Hydrogen α, X-Ray, Astrophoto, Sky Map, Articles and images